# Maison communale d'Ottignies
La maison communale d'Ottignies est un édifice de style éclectique situé à Ottignies, section de la ville belge d'Ottignies-Louvain-la-Neuve, dans la province du Brabant wallon.
Combinant à l'origine la maison communale d'Ottignies, l'école communale des garçons et l'école communale des filles, l'édifice abrite maintenant l'hôtel de ville d'Ottignies-Louvain-la-Neuve.

## Localisation
L'édifice se situe aux numéros 35-39 de l'avenue des Combattants au centre d'Ottignies, à côté de l'école du Centre et du Centre culturel d'Ottignies-Louvain-la-Neuve, non loin de l'église Saint-Rémi d'Ottignies et de la Ferme du Douaire.

## Statut patrimonial
Non classée, la maison communale fait cependant l'objet d'une « inscription » comme monument et figure à l'Inventaire du patrimoine immobilier culturel de la Wallonie sous la référence 25121-INV-0120-01.

Vasque au pied de l'escalier
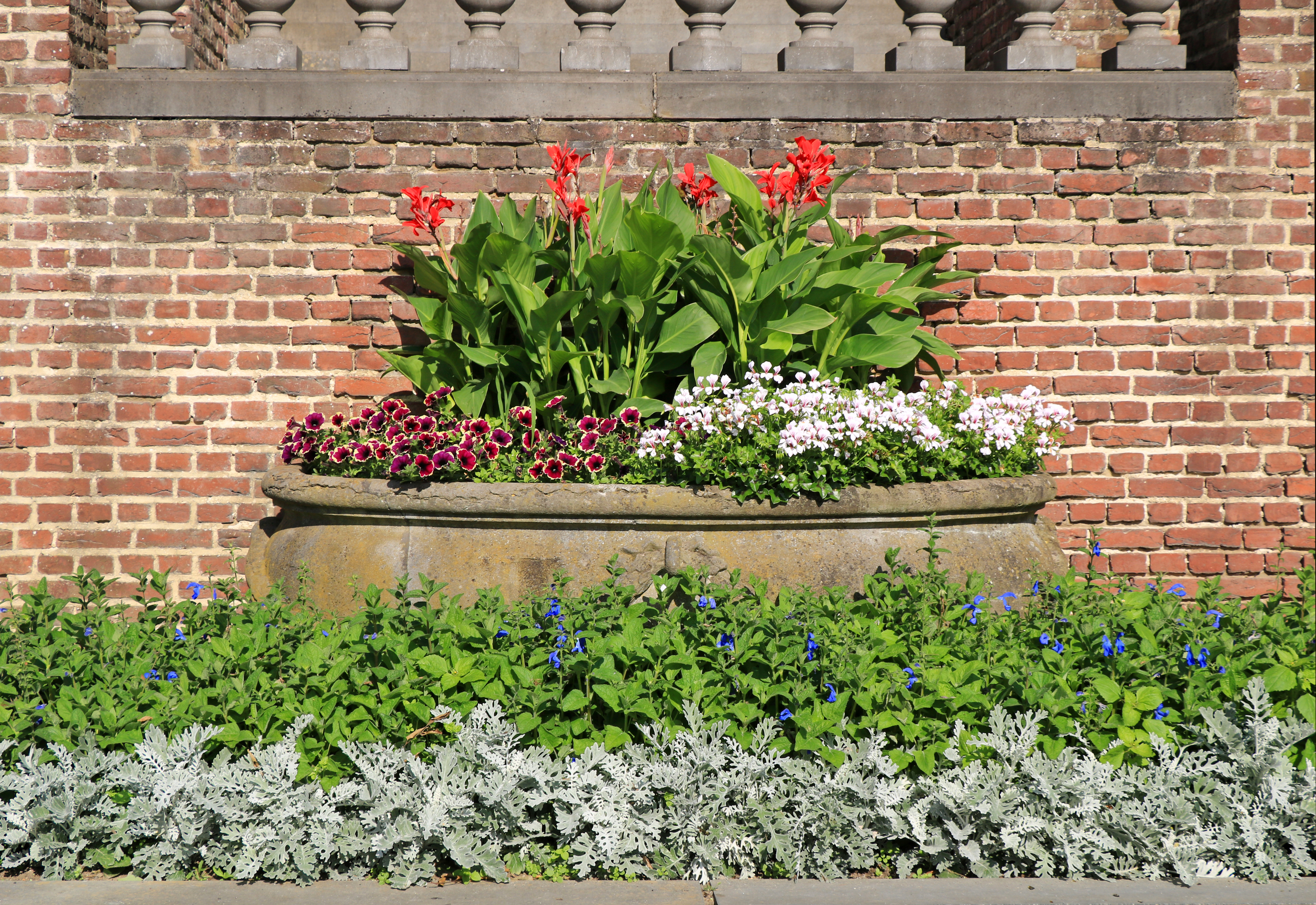
La vasque ornée de fleurs.
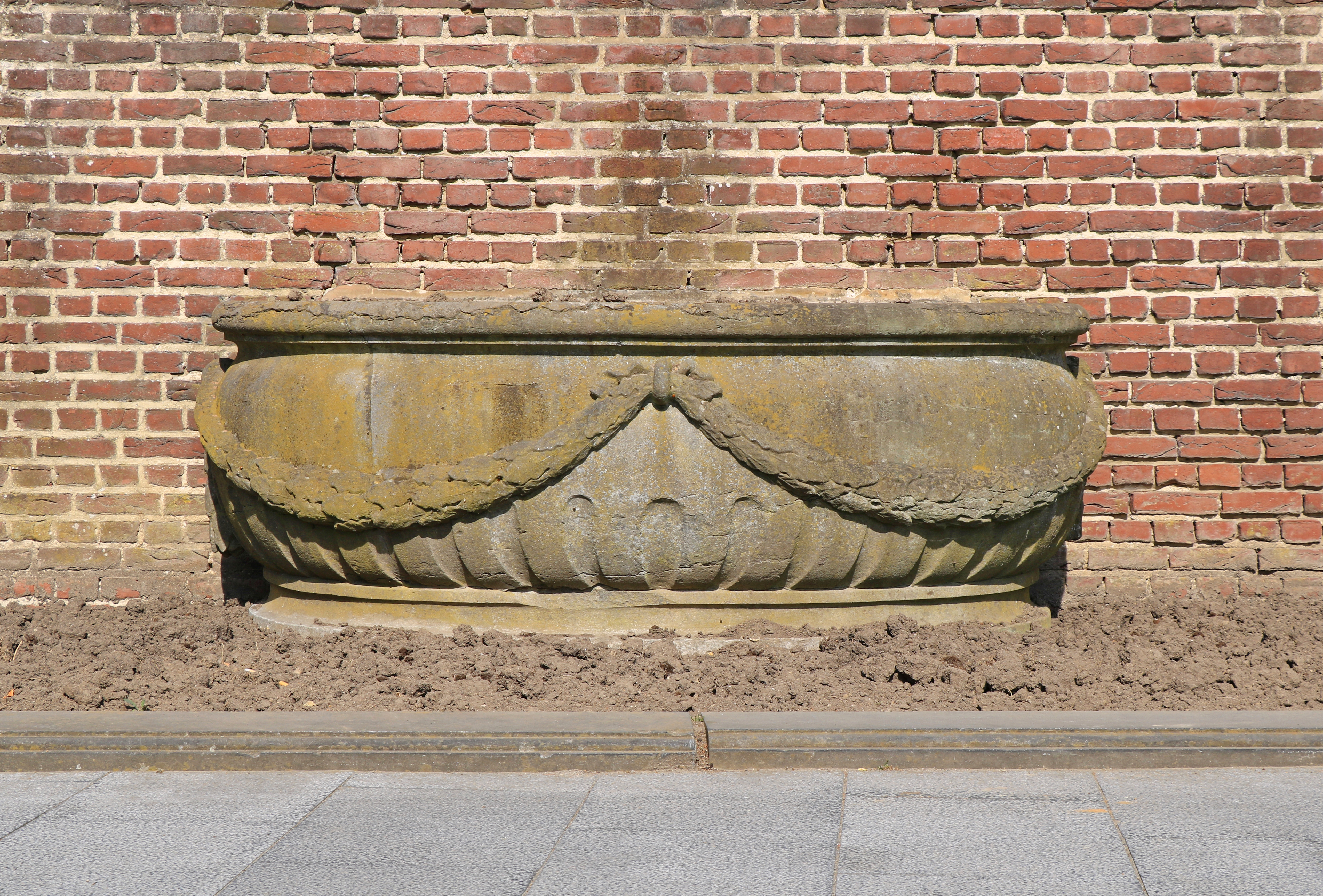
La vasque vide.

## Historique
Le terrain est acheté en 1880.

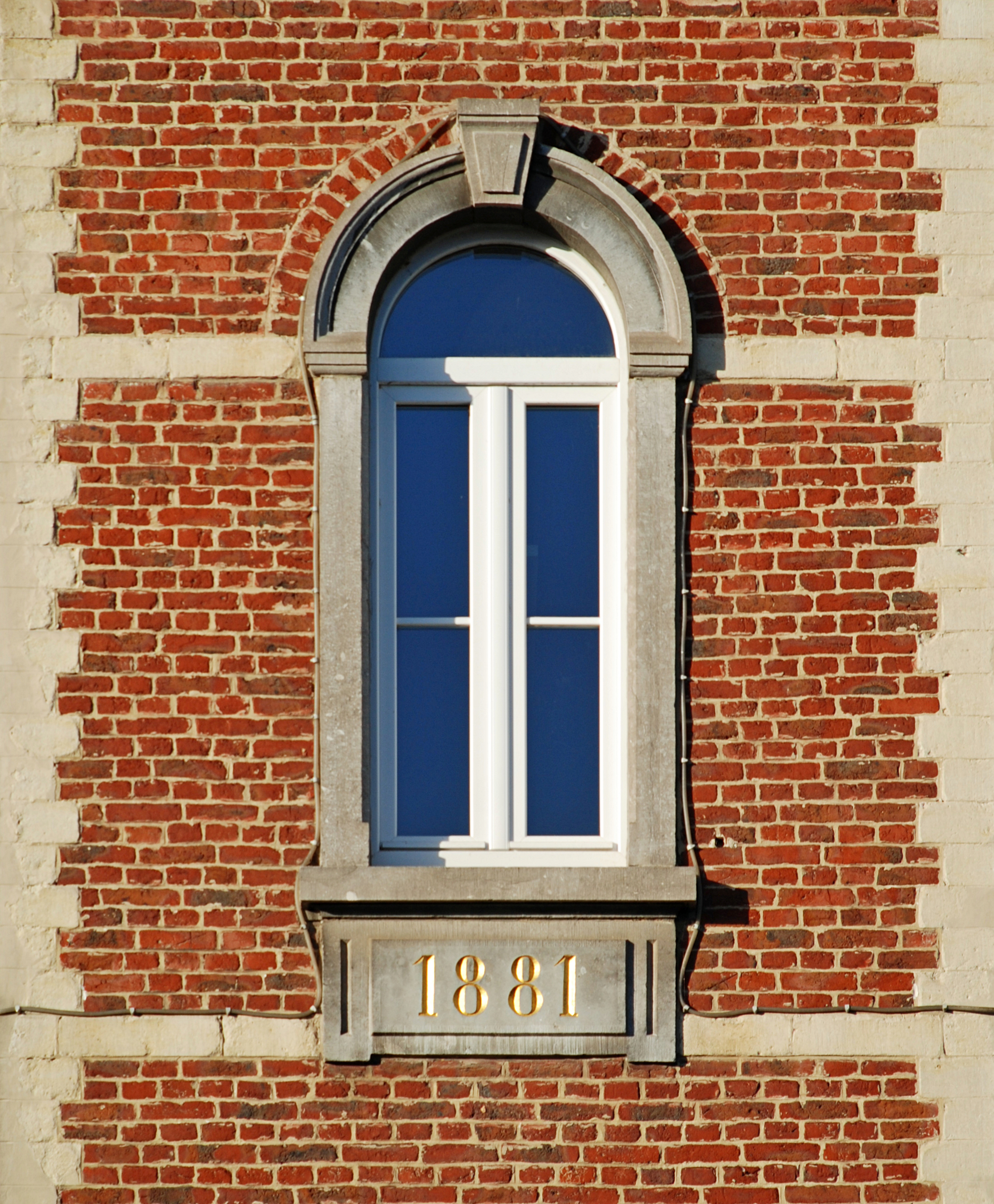
Fenêtre et cartouche « 1881 ».

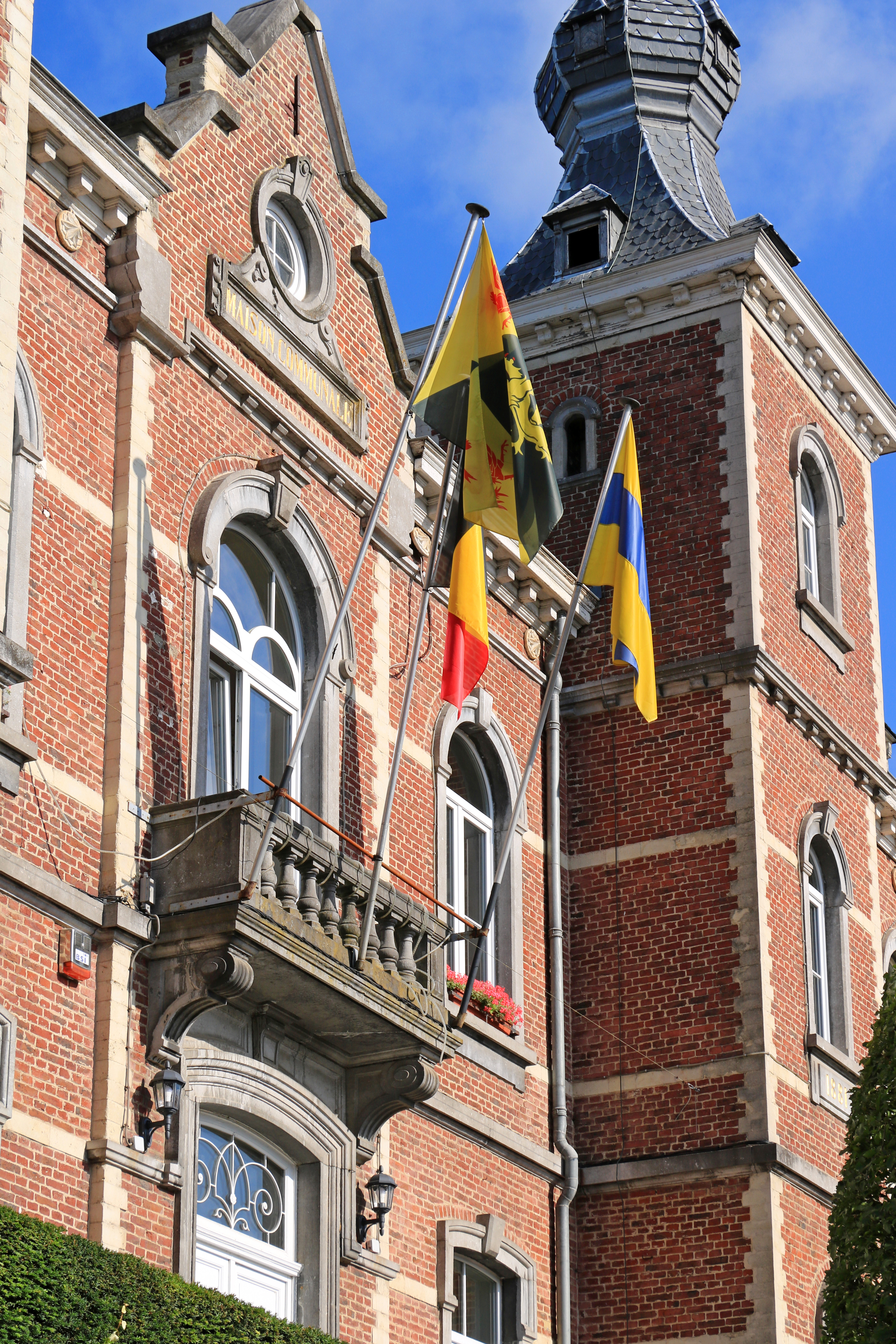
Drapeaux.

Selon le président du Cercle d'histoire d'Ottignies Jean-Pierre Losdijck, les plans sont à l'époque confiés au Nivellois Émile Coulon, architecte provincial de ce qui était à l'époque la province de Brabant, et l'édification aux frères Devreux, entrepreneurs à Ottignies.
L'édifice est construit en 1881 par Coulon dans un style éclectique soigné.
À l'origine, le bâtiment regroupe, derrière une même façade, l'école communale des garçons à gauche, la maison communale  au centre et l'école communale des filles à droite.
Le président du Cercle d'histoire d'Ottignies explique également que la porte de gauche conduisait jadis à un local obscur appelé « Amigo », où le garde champêtre conduisait les poivrots, afin qu'ils dessaoulent à l'abri des regards.
Le bâtiment n'abrite plus d'écoles actuellement, mais uniquement la maison communale, devenue l'hôtel de ville d'Ottignies-Louvain-la-Neuve.
Une nouvelle salle des mariages est inaugurée en 2015, après un concours d'architectes lancé en 2003.

## Architecture
Le bâtiment, couvert d'ardoises, est édifié en briques rouges sur un soubassement de pierre bleue (petit granit) et fait un emploi généreux de la pierre bleue pour les encadrements des portes et fenêtres et du grès blanc pour les bandeaux de pierre et les chaînages d'angle.
Il comporte un corps principal de trois travées et de deux niveaux, flanqué de deux tourettes plus hautes et de deux annexes d'une travée chacune.
Le corps principal présente une travée centrale en légère saillie dont les angles sont marqués de chaînages d'angle en grès blanc. Cette travée centrale est percée, au rez-de-chaussée, de la porte d'entrée principale précédée d'un escalier en pierre bleue de quatre marches et, à l'étage, d'une porte-fenêtre à arc cintré mouluré et à clé d'arc saillante, précédée d'un balcon en pierre bleue. cette travée centrale se termine par un pignon agrémenté d'un cartouche en pierre bleue portant la mention « Maison communale » gravée en lettres d'or, surmontée de volutes et d'un œil-de-bœuf. Les travées latérales du corps central sont percées, au rez-de-chaussée, de fenêtres à arc surbaissé à clé saillante et à crossettes et, à l'étage, de fenêtres cintrées à l'encadrement de pierre bleue semblable à celui de la porte-fenêtre de la travée centrale.
Le corps principal est flanqué de deux tours plus hautes percées chacune d'une porte à imposte en forme d'œil-de-bœuf et de fenêtres cintrées au premier et au deuxième étage. Chacune des tours est coiffée d'un couronnement à bulbe couvert d'ardoises et agrémenté de huit minuscules lucarnes. Les tours portent des cartouches de pierre bleue affichant respectivement « Anno » et « 1881 ».
Chacune des annexes latérales comporte une travée unique percée d'une fenêtre à arc surbaissé au rez-de-chaussée et d'une fenêtre cintrée à l'étage. Les annexes portent des cartouches de pierre bleue affichant respectivement « École des garçons » et « École des filles »

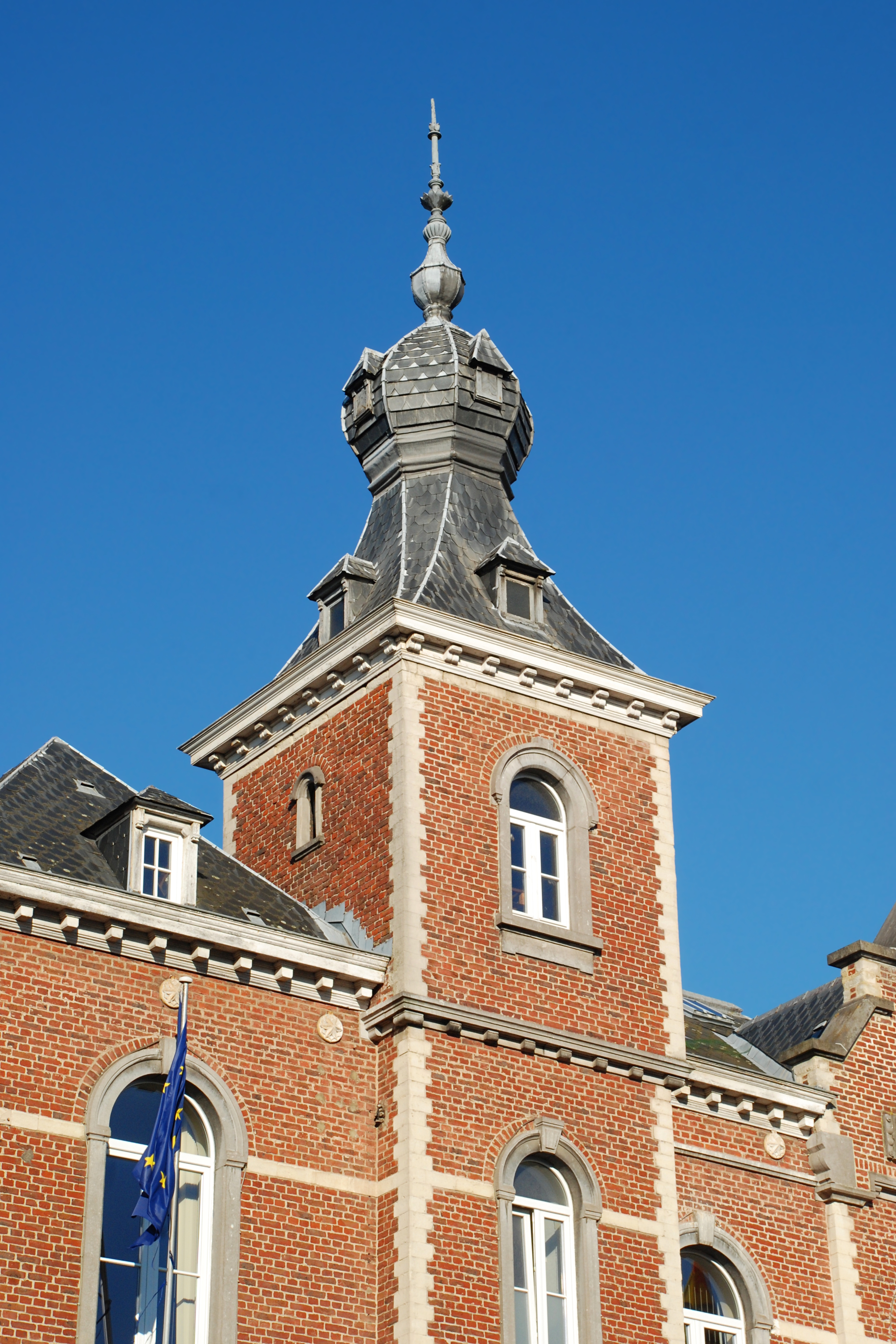
Tour.
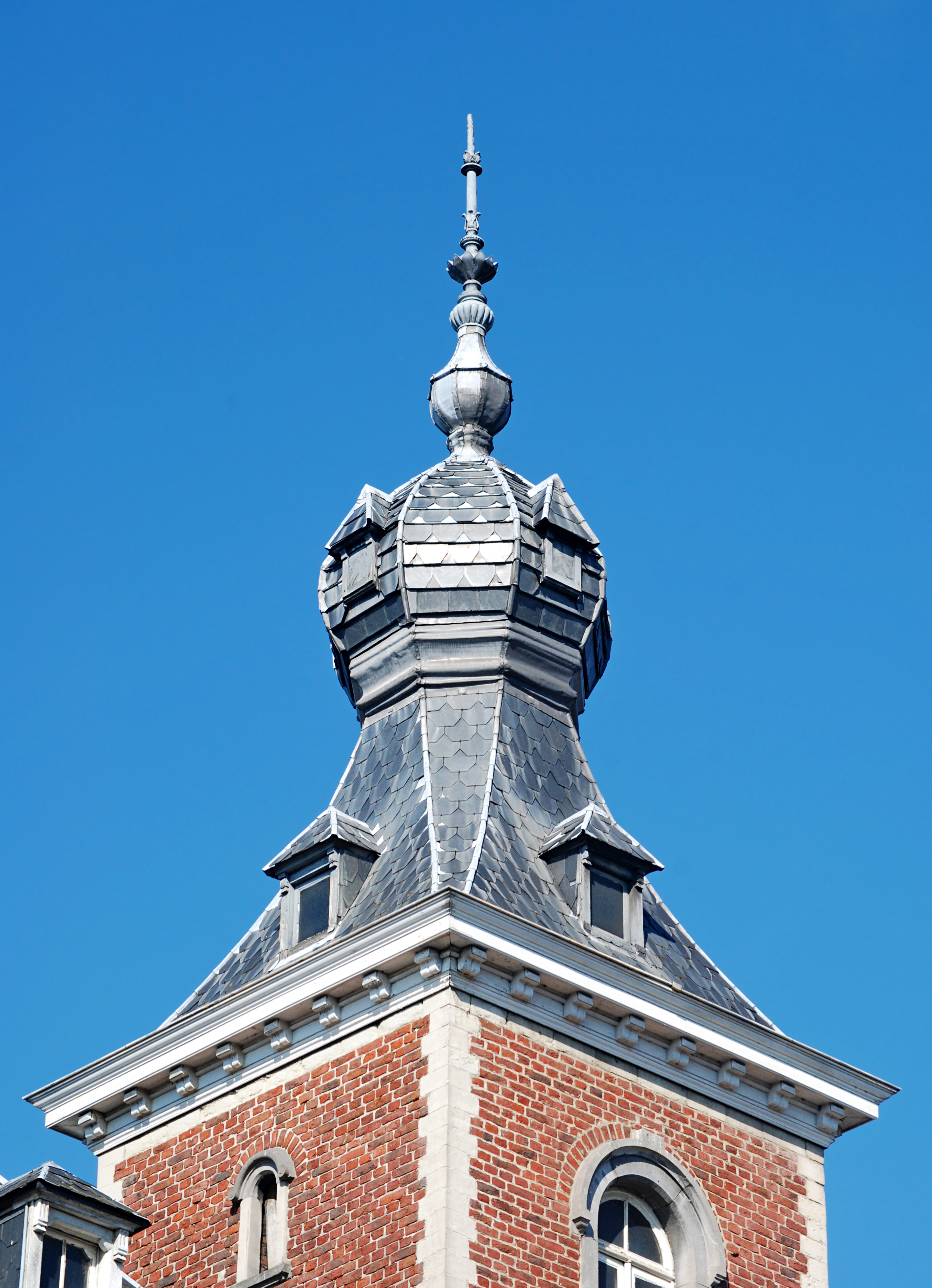
Couronnement à bulbe.
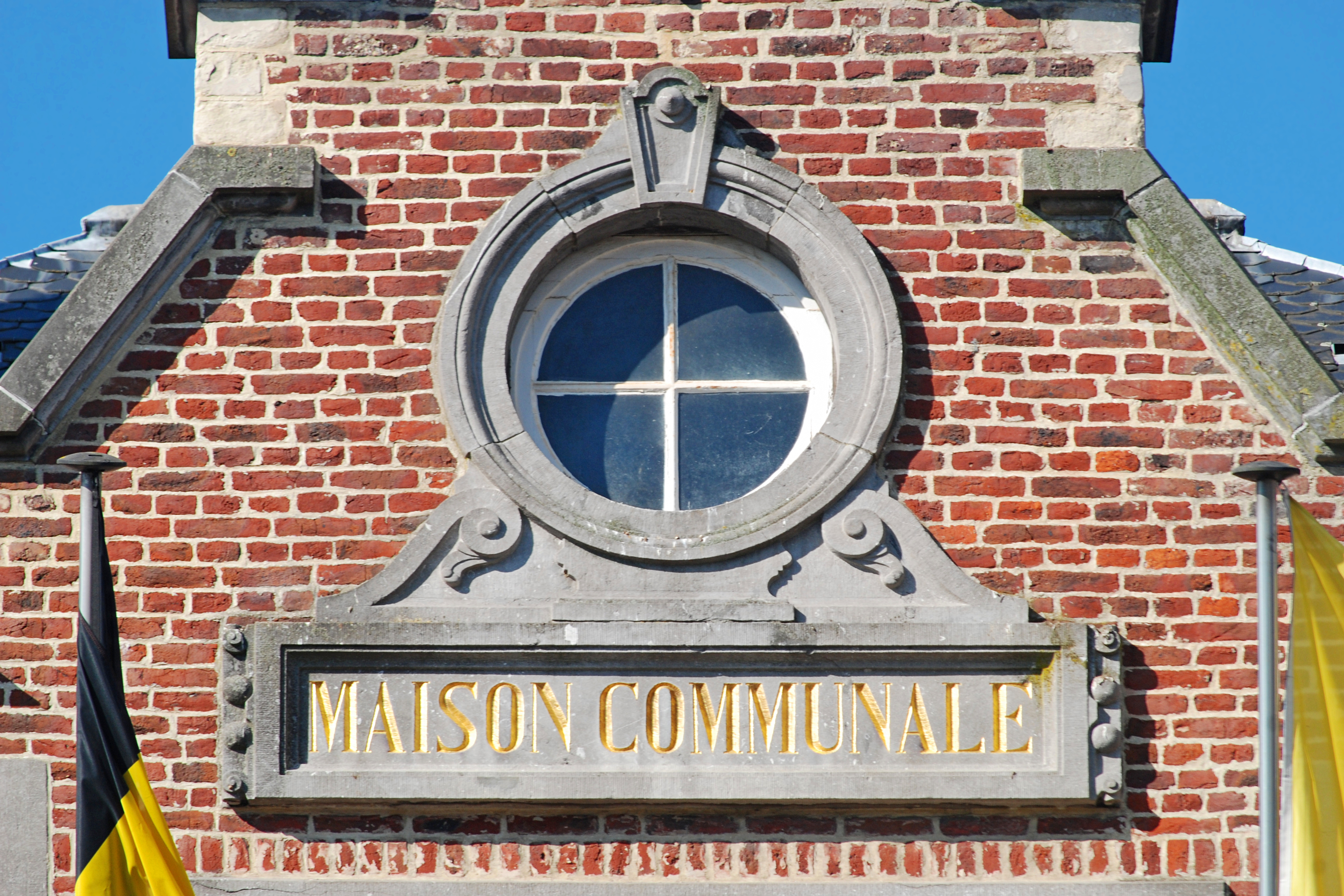
Œil-de-bœuf et cartouche de la travée centrale.
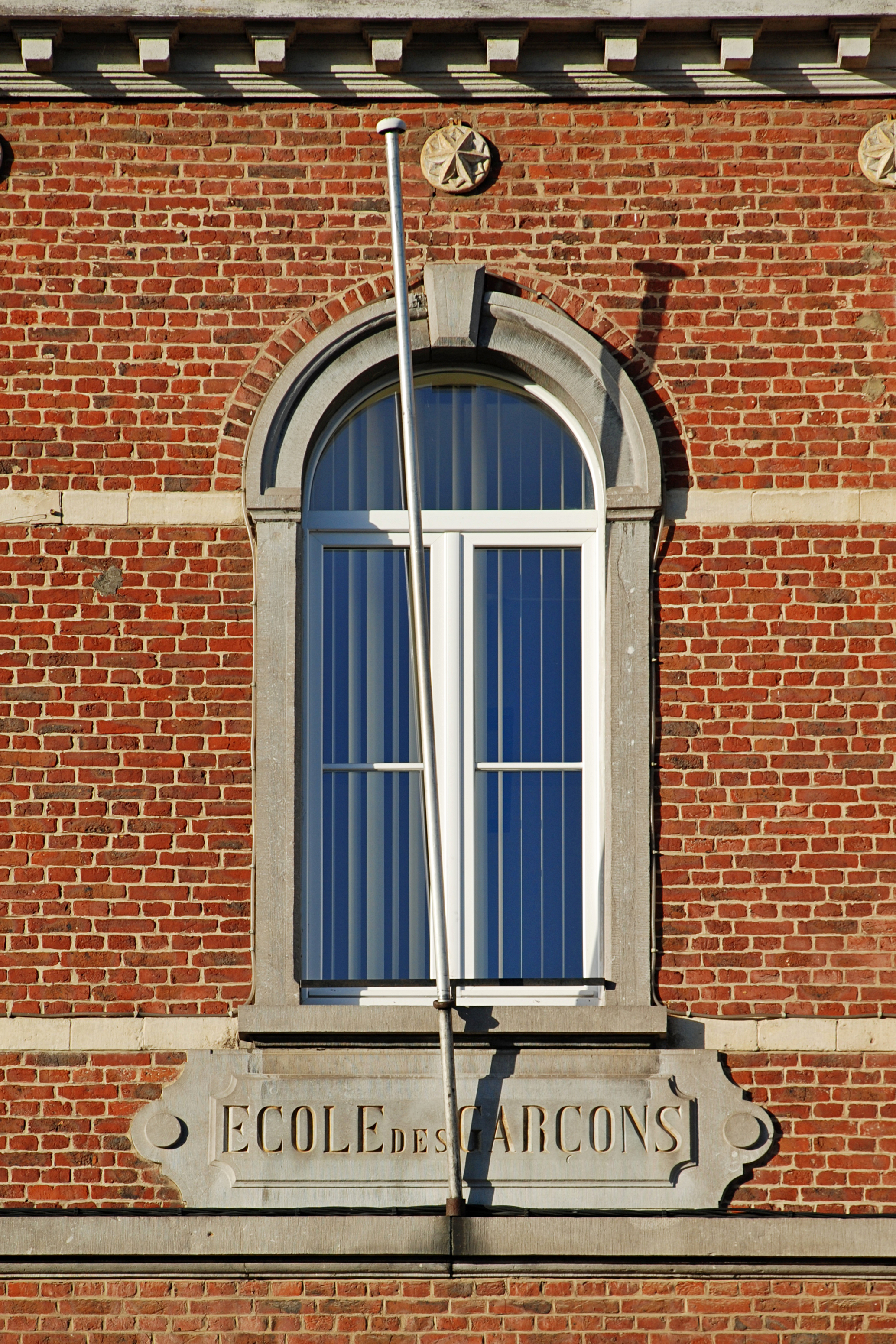
Fenêtre de l'école des garçons.